# Chen Xingtong
Pour les articles homonymes, voir Chen.
Dans ce nom chinois, le nom de famille, Chen, précède le nom personnel Xingtong.
Chen Xingtong, née le 27 mai 1997, est une pongiste chinoise. Elle est parfois surnommée "Tongtong".

## Biographie
Sa première victoire majeur sur la scène internationale en simple est l'Open de Suède en 2017. Puis à l'Open d'Hongrie, elle réalise un doublé en gagnant le titre en simple et en double dames avec Li Jiayi. Elle remporte également deux titres en double dames avec Sun Yingsha à l'Open d'Autriche et l'Open du Japon. Enfin elle est sacrée championne d'Asie en double mixte avec Zhou Yu. 
En 2018, de nouveau avec Sun Yingsha, elle gagne l'Open de Suède, l'Open de Hongrie et l'Open de Hong Kong. La même année en double mixte elle remporte avec Liang Jingkun l'Open du Japon  et avec Lin Gaoyuan l'Open de Chine. Elle fait partie de l'équipe de Chine aux Jeux asiatiques de 2018 à Jakarta et à la Coupe du monde avec qui elle est médaillée d'or en par équipes.
Elle s'adjuge en simple l'Open de Bulgarie en 2019.
Aux championnats du monde 2021, elle perds contre la future vainqueur de la compétition Wang Manyu au stade des quarts de finale.
En 2022, aux WTT Contender de Macao, elle s'incline en finale par 4 set à 1 contre Sun Yingsha. Elle fait partie de l'équipe qui est sacrée championne du monde à Chengdu.
Elle échoue en demi-finale des championnats du monde 2023 contre Chen Meng après avoir notamment pris sa revanche contre Wang Manyu en quart de finale. Elle est la 4e joueuse mondiale en septembre 2023.
Elle remporte la médaille de bronze lors des Championnats du monde 2025 à Doha.

## Style de jeu
Elle est droitière avec une prise de raquette classique.